# Macrocyclops distinctus
Macrocyclops distinctus – gatunek widłonoga z rodziny Cyclopidae. Opisał go w 1887 roku francuski oceanograf i karcynolog Jules Richard, nadając mu nazwę Cyclops distinctus.